# الحق في تقديم الالتماس

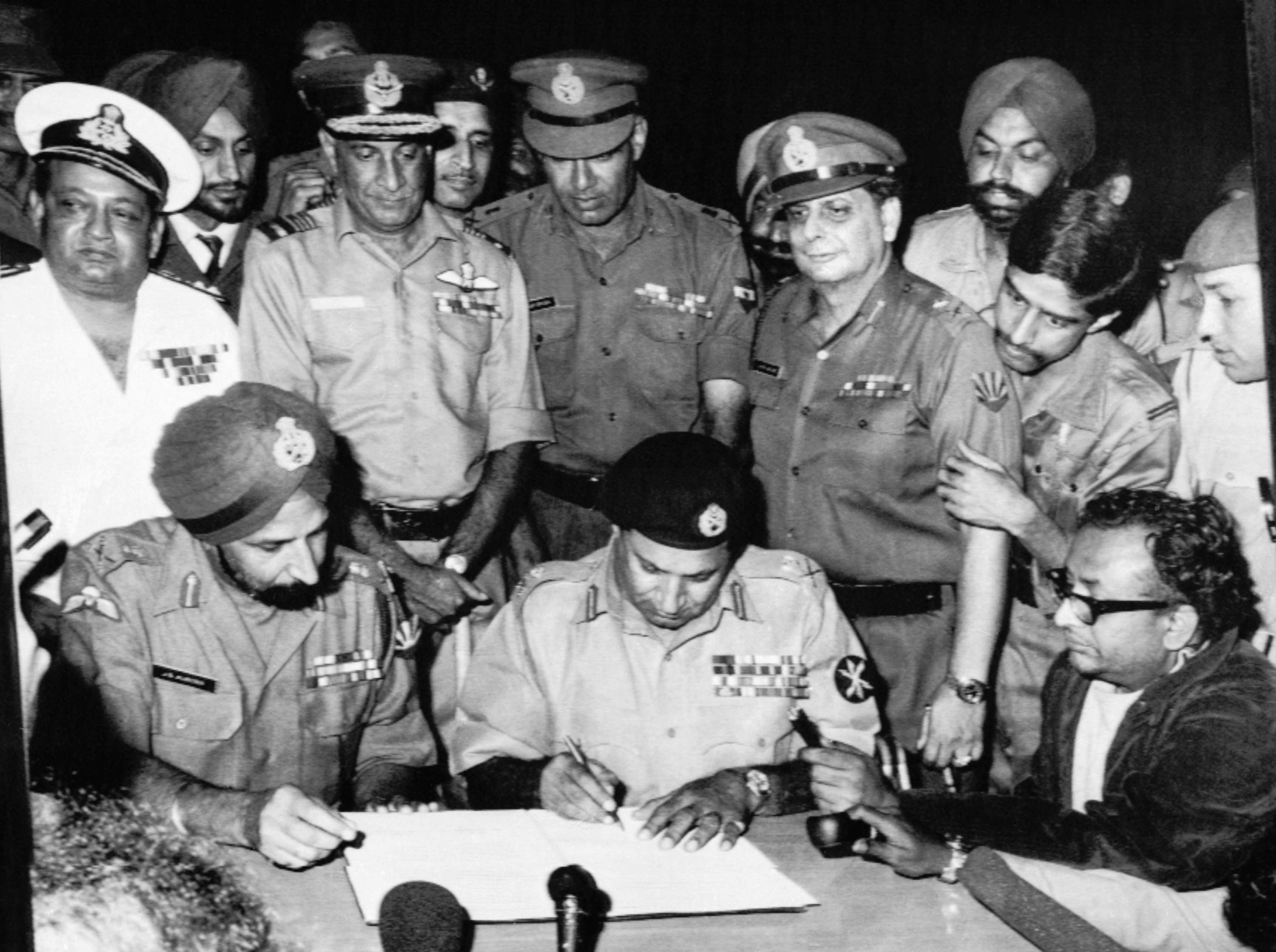
توقيع وثيقة الاستسلام 1971: تمثيل للحق في التفاوض والالتماس في سياقات النزاع

الحق في تقديم الالتماس هو الحق في تقديم شكوى، أو طلب المساعدة من أحد في الحكومة، دون خوف من العقاب أو الانتقام.
بداية ظهرو الحق في الالتماس ترجع إلى الوثيقة العظمى «الماجناكارتا» ١٢١٥، وعام ١٦٢٨، ثم إلى الشرعة الدولية لحقوق الانسان لعام ١٩٨٩.
ينص ميثاق الحقوق الاساسية في الاتحاد الأوروبي في المادة ٤٤ منه على الحق في تقديم الالتماس إلى البرلمان الأوروبي، كما يضمن القانون الاساسي لالمانيا الحق في تقديم الالتماس إلى السلطات المختصة والسلطة التشريعية. وفي الولايات الأمريكية كان قد اشتمل على حق الالتماس من خلال التعديل الأول لدستور عام ١٧٩١.

## الولايات المتحدة الأمريكية
الحق في تقديم الالتماسات هو أحد الحريات الأساسية لجميع الأمريكيين، وهو موثق في التعديل الأول لدستور الولايات المتحدة.

## الصين
كانت الامبراطورية الصينية من المعترفين للحق في تقديم الالتماس لجميع الرعايا، حيث كانت يمارس من قبل العامة لتقديم الالتماس للإمبراطور ضد المسؤوليين المحليين. يُعتقد أن Huabiao ، هو أحد الاعمدة الشائع في الاحتفالات والعمارة الصينية التقليدية، وقد نشأ من اللوحات الإعلانية التي وضعها الحكام القدامى لتوفير وسيلة للجمهور لكتابة الالتماسات.
الصين حتى اليوم لا تزال تنتشر فيها مكاتب الالتماسات المحلية، على الرغم من عدم رضا الكثيرين عنها واستبدالها من خلال التوجه إلى مباشرة إلى الحكومة المركزية في العاصمة  الإدارة الوطنية للشكاوى العامة والمقترحات (Chinese) والمكاتب المحلية عادة هي من تتلقى الاقتراحات والشكاوى. ويقوم المسؤولون بعد ذلك بتحويل القضايا إلى الإدارات المعنية ومراقبة المراحل والتسويات، وضمان وصولها إلى الأطراف المعنية. تتشكل في الصين سلسلة هرمية لتقديم الشكاوي، وفي حال عدم الرضا عن إحدى المستويات يمكن التقدم بشكوى ضمن التسلسل الهرمي. 